# Andrés Parada
Andrés Antonio Parada Barrera (Chile, 20 de marzo de 1984) es un exfutbolista chileno. Jugaba como guardameta. 

## Trayectoria
Se formó en las divisiones inferiores de la Universidad Católica donde formó parte del plantel para el clausura 2005, luego jugó por Deportes Copiapó y Provincial Osorno para luego llegar al club O'Higgins donde solo estuvo un año para luego recalar en San Luis de Quillota.
Actualmente es un activo jugador de Footgolf representando a Chile en distintos campeonatos a lo largo del mundo. Destaca por la potencia de su tiro y su buen approach al green. En el último mundial de la disciplina obtuvo el noveno lugar del mundo, ubicándose en el Top Ten, entre más de 700 jugadores. Él junto al argentino Gonzalo Novosad, fueron los únicos latinoamericanos en ubicarse entre los primeros diez lugares.

## Clubes
| Club                 | País  | Año       |
| -------------------- | ----- | --------- |
| Universidad Católica | Chile | 2004-2005 |
| Deportes Copiapó     | Chile | 2006      |
| Provincial Osorno    | Chile | 2007-2008 |
| O'Higgins            | Chile | 2009      |
| San Luis de Quillota | Chile | 2010      |
| Santiago Morning     | Chile | 2011      |
| Deportes Iquique     | Chile | 2011-2012 |
| Barnechea            | Chile | 2012-2013 |

## Palmarés

### Campeonatos nacionales
| Título           | Club                 | País  | Año  |
| ---------------- | -------------------- | ----- | ---- |
| Primera División | Universidad Católica | Chile | 2005 |
| Primera B        | Provincial Osorno    | Chile | 2007 |